# Moussa Doumbia
Moussa Doumbia (sinh ngày 15 tháng 8 năm 1994) là một cầu thủ bóng đá người Mali hiện tại thi đấu tại Ligue 1 cho Reims. Anh chơi ở vị trí tiền vệ tấn công hay tiền vệ chạy cánh trái.

## Sự nghiệp

### Câu lạc bộ
Vào ngày 16 tháng 6 năm 2014, Doumbia ký một bản hợp đồng 4 năm cùng với F.K. Rostov của Giải bóng đá ngoại hạng Nga.
Ngày 25 tháng 2 năm 2017, Doumbia ký hợp đồng với Arsenal Tula theo dạng cho mượn cho phần còn lại của mùa giải 2016–17.

### Quốc tế
Doumbia có màn ra mắt cho Mali vào ngày 29 tháng 6 năm 2014 trong chiến thắng 3–1 trước Trung Quốc ở Shenzhen.

## Thống kê sự nghiệp

### Câu lạc bộ
Tính đến trận đấu diễn ra ngày 15 tháng 7 năm 2019
| Câu lạc bộ          | Mùa giải            | Giải vô địch                | Giải vô địch | Giải vô địch | Cúp quốc gia | Cúp quốc gia | Cúp liên đoàn | Cúp liên đoàn | Châu lục | Châu lục  | Khác    | Khác      | Tổng cộng | Tổng cộng |
| Câu lạc bộ          | Mùa giải            | Hạng đấu                    | Số trận      | Bàn thắng    | Số trận      | Bàn thắng    | Số trận       | Bàn thắng     | Số trận  | Bàn thắng | Số trận | Bàn thắng | Số trận   | Bàn thắng |
| ------------------- | ------------------- | --------------------------- | ------------ | ------------ | ------------ | ------------ | ------------- | ------------- | -------- | --------- | ------- | --------- | --------- | --------- |
| Real Bamako         | 2013–14             | Malian Première Division    |              |              |              |              | -             | -             | 2        | 1         | -       | -         | 2         | 1         |
| Rostov              | 2014–15             | Giải bóng đá ngoại hạng Nga | 19           | 0            | 1            | 0            | -             | -             | 2        | 0         | 1       | 0         | 23        | 0         |
| Rostov              | 2015–16             | Giải bóng đá ngoại hạng Nga | 12           | 3            | 0            | 0            | -             | -             | -        | -         | -       | -         | 12        | 3         |
| Rostov              | 2016–17             | Giải bóng đá ngoại hạng Nga | 6            | 0            | 0            | 0            | -             | -             | 5        | 0         | -       | -         | 11        | 0         |
| Rostov              | 2017–18             | Giải bóng đá ngoại hạng Nga | 18           | 0            | 2            | 0            | -             | -             | -        | -         | -       | -         | 20        | 0         |
| Rostov              | Tổng cộng           | Tổng cộng                   | 55           | 3            | 3            | 0            | -             | -             | 7        | 0         | 1       | 0         | 66        | 3         |
| Arsenal Tula (mượn) | 2016–17             | Giải bóng đá ngoại hạng Nga | 12           | 1            | 0            | 0            | -             | -             | -        | -         | 1       | 0         | 13        | 1         |
| Reims               | 2018–19             | Ligue 1                     | 28           | 3            | 0            | 0            | 1             | 0             | –        | –         | –       | –         | 29        | 3         |
| Tổng cộng sự nghiệp | Tổng cộng sự nghiệp | Tổng cộng sự nghiệp         | 95           | 7            | 3            | 0            | 1             | 0             | 9        | 1         | 2       | 0         | 110       | 8         |

### Quốc tế
| Mali      | Mali    | Mali      |
| Năm       | Số trận | Bàn thắng |
| --------- | ------- | --------- |
| 2014      | 1       | 0         |
| 2015      | 0       | 0         |
| 2016      | 5       | 2         |
| 2017      | 7       | 0         |
| 2018      | 2       | 1         |
| 2019      | 6       | 0         |
| 2020      | 1       | 0         |
| 2021      | 8       | 2         |
| 2022      | 6       | 0         |
| 2023      | 6       | 1         |
| 2024      | 1       | 0         |
| Tổng cộng | 43      | 6         |

Thống kê chính xác tính đến trận đấu diễn ra ngày 6 tháng 1 năm 2024

### Bàn thắng quốc tế
Tính đến trận đấu diễn ra ngày 4 tháng 9 năm 2016. Tỉ số của Mali được liệt kê đầu tiên, cột tỉ số biểu thị tỉ số sau mỗi bàn thắng của Doumbia.
| # | Ngày                 | Địa điểm                                 | Số trận | Đối thủ   | Tỉ số | Kết quả | Giải đấu                 |
| - | -------------------- | ---------------------------------------- | ------- | --------- | ----- | ------- | ------------------------ |
| 1 | 4 tháng 6 năm 2016   | Sân vận động Juba, Juba, Nam Sudan       | 3       | Nam Sudan | 3–0   | 3–0     | Vòng loại CAN 2017       |
| 2 | 4 tháng 9 năm 2016   | Sân vận động 26 tháng 3, Bamako, Mali    | 4       | Bénin     | 5–1   | 5–2     | Vòng loại CAN 2017       |
| 3 | 17 tháng 11 năm 2018 | Sân vận động Angondjé, Libreville, Gabon | 16      | Gabon     | 1–0   | 1–0     | Vòng loại CAN 2019       |
| 4 | 7 tháng 10 năm 2021  | Sân vận động Adrar, Agadir, Maroc        | 23      | Kenya     | 5–0   | 5–0     | Vòng loại World Cup 2022 |